# Bułgaria na Zimowych Igrzyskach Olimpijskich 1994
Bułgarię na Zimowych Igrzyskach Olimpijskich 1994 reprezentowało 17 zawodników.

## Reprezentanci

### Narciarstwo alpejskie
Mężczyźni
- Petyr Diczew
  - zjazd – 44. miejsce
  - slalom – nie ukończył
  - kombinacja – 26. miejsce

- Ljubomir Popow
  - supergigant – 35. miejsce
  - gigant slalom – nie ukończył
  - slalom – nie ukończył
  - kombinacja – 19. miejsce

### Bobsleje
Mężczyźni
- Cwetozar Wiktorow, Walentin Atanasow
  - dwójki – 25. miejsce

### Biathlon
Kobiety
- Iwa Karagiozowa
  - sprint na 7,5 km – 11. miejsce
  - bieg na 15 km – 41. miejsce

- Marija Manołowa
  - sprint na 7,5 km – 52. miejsce
  - bieg na 15 km – 22. miejsce

- Ekaterina Dafowska
  - sprint na 7,5 km – 29. miejsce

- Nadeżda Aleksiewa
  - bieg na 15 km – 47. miejsce

- Iwa Karagiozowa, Ekaterina Dafowska, Marija Manołowa, Nadeżda Aleksiewa
  - sztafeta 4 × 7,5 km – 13. miejsce

Mężczyźni
- Krasimir Widenow
  - sprint na 10 km – 31. miejsce
  - bieg na 20 km – 60. miejsce

### Biegi narciarskie
Kobiety
- Irina Nikułczina
  - bieg na 5 km – 57. miejsce
  - bieg na 10 km – 44. miejsce
  - bieg na 30 km – 38. miejsce
  - bieg na 10 km na dochodzenie – 43. miejsce

Mężczyźni
- Sławczo Batinkow
  - bieg na 10 km – 69. miejsce
  - bieg na 30 km – 58. miejsce
  - bieg na 15 km na dochodzenie – 60. miejsce

- Iskren Płankow
  - bieg na 10 km – 74. miejsce
  - bieg na 15 km na dochodzenie – 67. miejsce

- Petyr Zografow
  - bieg na 10 km – 81. miejsce
  - bieg na 30 km – 64. miejsce
  - bieg na 15 km na dochodzenie – 70. miejsce

### Łyżwiarstwo figurowe
Kobiety
- Cwetelina Abraszewa
  - singiel – 24. miejsce

### Saneczkarstwo
Mężczyźni
- Iłko Karaczołow, Iwan Karaczołow
  - dwójki – 19. miejsce

### Short track
Kobiety
- Ewgenija Radanowa
  - 500 m – 23. miejsce
  - 1000 m – 21. miejsce